# 姿三四郎 (1943年の映画)
『姿三四郎』（すがたさんしろう）は、1943年に公開された日本映画である。モノクロ、スタンダード、97分。黒澤明の監督処女作で、富田常雄の同名小説の初映画化作品である。ワイプを使用した場面転換や、主人公が人間的に成長する筋立てなど、黒澤映画の特徴的なスタイルがすでに確立されている。情報局国民映画参加作品として公開されたが、戦時下の大衆に受け入れられて大ヒットした。日本の武道映画のジャンルを形成し、リメイクだけでなく多くの類似作品が生まれ、海外でも本作の影響を受けたジョニー・トー監督の『柔道龍虎房』（2004年）が作られた。1945年に続編の『續姿三四郎』が公開された。

## あらすじ

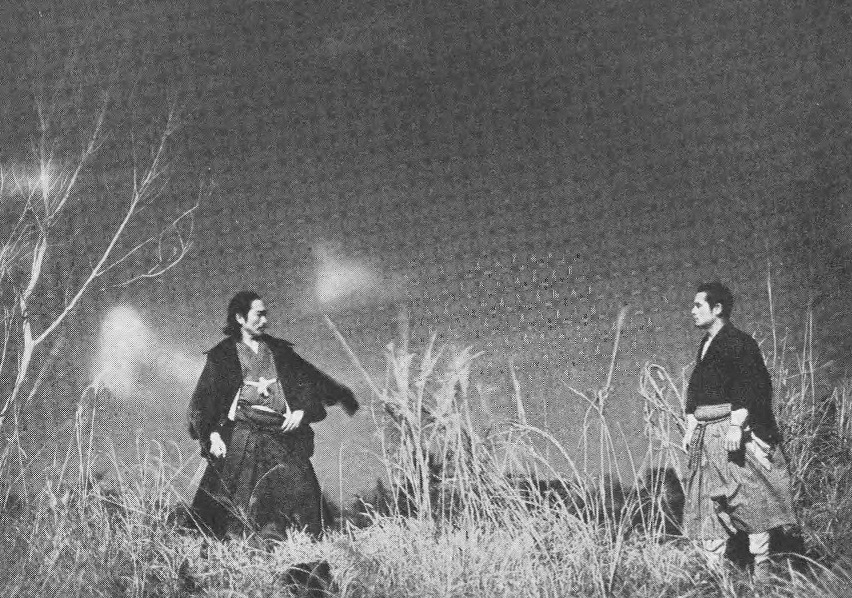
檜垣源之助（月形龍之介）と姿三四郎（藤田進）

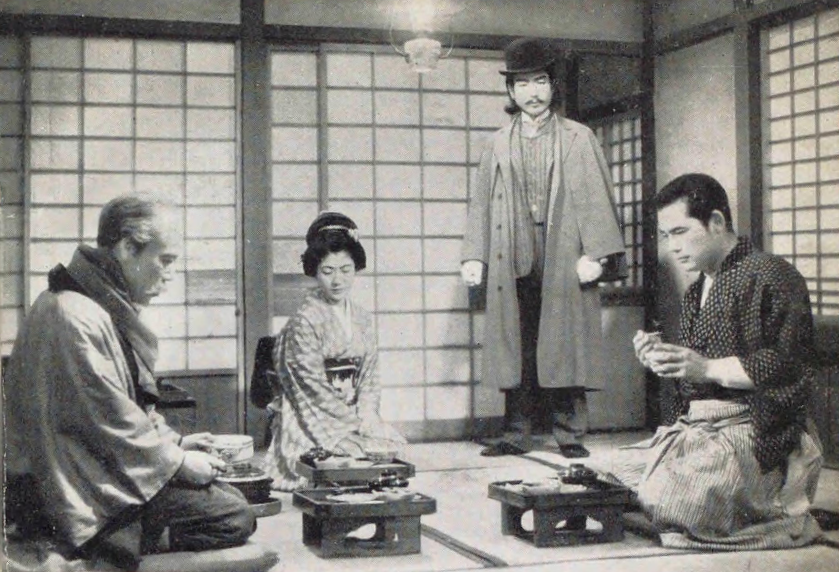
村井半助（志村喬）、小夜（轟夕起子）、檜垣源之助（月形）、姿三四郎（藤田）

1882年（明治15年）、会津から柔術家を目指し上京してきた青年、姿三四郎は門馬三郎率いる神明活殺流に入門。ところがこの日、門馬らは修道館柔道の矢野正五郎闇討ちを計画していた。近年めきめきと頭角を現し警視庁の武術指南役の座を争っていた修道館柔道を門馬はいまいましく思っていたのだ。ところが多人数で襲撃したにもかかわらず、矢野たった一人に神明活殺流は全滅。その様に驚愕した三四郎はすぐさま矢野に弟子入りを志願した。
やがて月日は流れ、三四郎は修道館門下の中でも最強の柔道家に育っていたが、街に出れば小競り合いからケンカを始めてしまう手の付けられない暴れん坊でもあった。そんな三四郎を師匠の矢野は「人間の道というものを分かっていない」と一喝。反発した三四郎は気概を示そうと庭の池に飛び込み死ぬと豪語するが矢野は取り合わない。兄弟子たちが心配する中意地を張っていた三四郎だが、凍える池の中から見た満月と泥池に咲いた蓮の花の美しさを目の当たりにした時、柔道家として、人間として本当の強さとは何かを悟ったのであった。
ある日蛇のように異様な殺気を帯びた男が道場を訪ねてきた。良移心当流柔術の達人、檜垣源之助は三四郎の兄弟子を一瞬で倒すほどの実力の持ち主。師匠に稽古止めを言いつけられている三四郎がこの時戦うことは適わなかったが、双方いずれ雌雄を決する日が来るであろう予感を抱く。
やがて修道館の矢野の元に新しい柔術道場開きの招待状が届く。その場で他流試合を設けたいという誘いであったが、これは暗に神明活殺流の門馬が裏切りと積年の復讐を果たすために三四郎にあてた挑戦状であった。しかし実力を増してきた門馬も既に三四郎の敵ではなく、三四郎の必殺投げ技「山嵐」が決まった時、門馬は壁に頭をぶつけ死んでしまった。試合とはいえ他人を死なせてしまったこと、その場にいて悲劇を目撃してしまった門馬の娘の悲痛な目が脳裏から離れず、三四郎は柔道を続ける意義を見失ってしまう。
師匠の矢野の猛特訓によりやっと戦う気力を取り戻した三四郎は、神社でひたすらに祈る一人の美しい娘と出会う。この娘こそ良移心当流師範、村井半助の娘の小夜であった。先の死闘を見た村井半助は警視庁武術大会での試合を三四郎に申し込み、小夜は老いた父の勝利を願って祈りを捧げていたのであった。その事を知った三四郎は自分が試合にどう臨めばいいのか自問自答しまたもや袋小路に陥ってしまうが、修道館のある寺の和尚に「その娘の美しい強さに負けない、お前の美しかった時を思い出せ」と蓮の花が咲いていた泥沼の三四郎がしがみついてきた杭を指差されたとき、彼の心は決まった。
大勢の人々が見守る中開催された警視庁武術大会。村井は全力を持って気合で三四郎を圧倒するが、研ぎ澄まされた三四郎の技が決まった時勝負はついた。しかし投げられても投げられても立ち上がってくる村井の凄みに三四郎は憔悴し、皆が祝ってくれても勝利の余韻に浸る余裕など無かったが、全身全霊を捧げた戦いの疲れを癒してくれたのは、道場に招待してくれた村井の温かい言葉と小夜の手料理であった。
唯一面白くないと憤っている檜垣源之助から遂に果たし状が届く。三四郎と戦う場をもらえなかったばかりでなく、恋慕する小夜と三四郎が親しくしているのが気に食わない。右京が原での決闘、風雲急を告げる中、遂に雌雄を決する時が来た……。

## キャスト

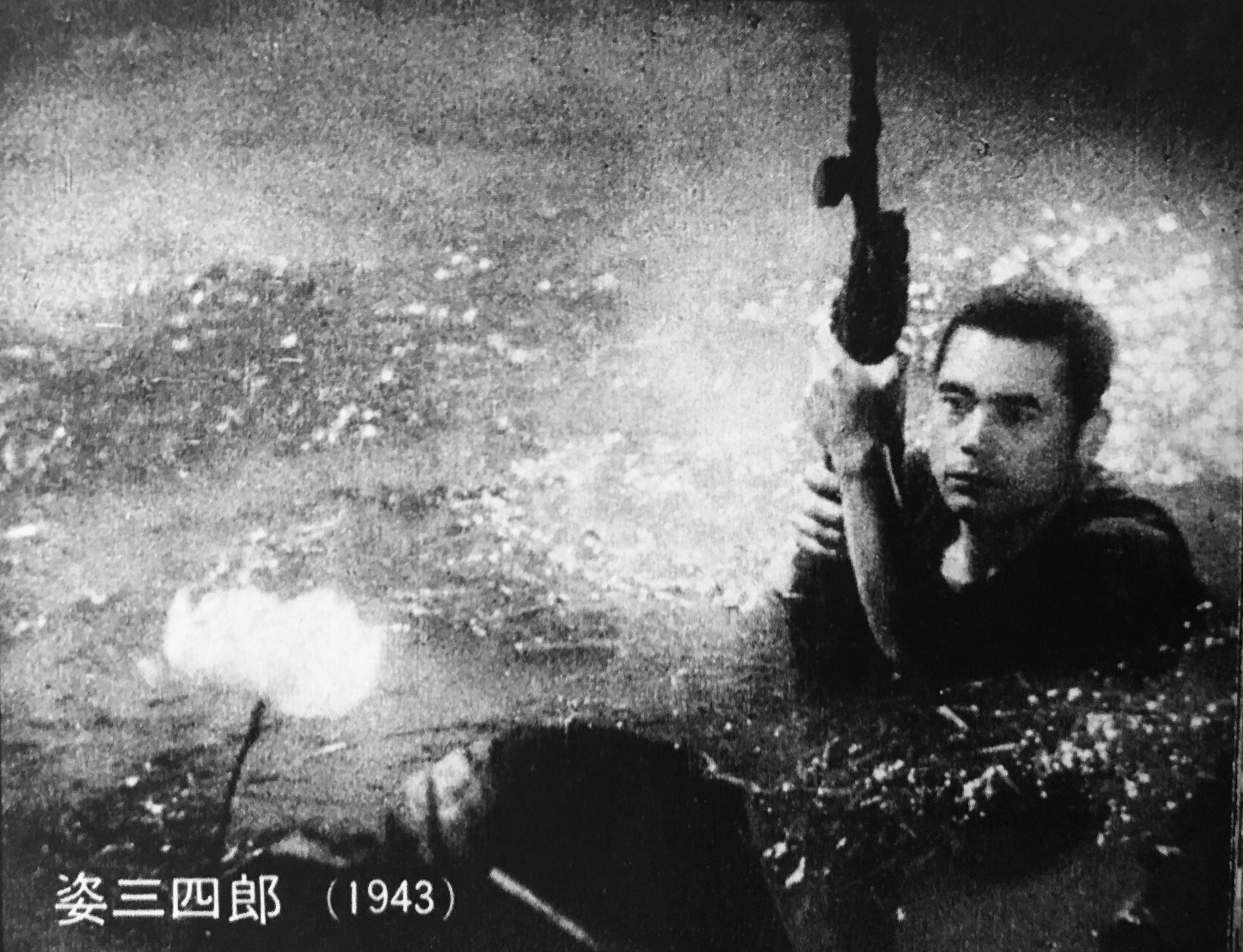
藤田進

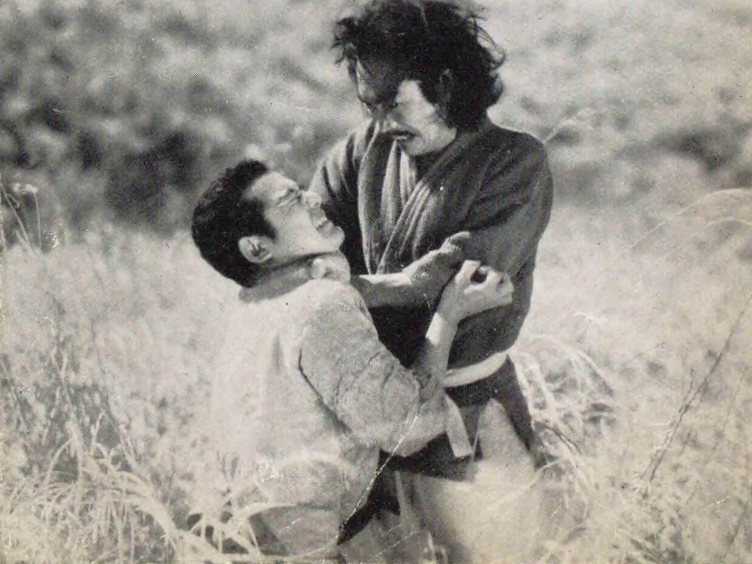
藤田進、月形龍之介

- 矢野正五郎：大河内傳次郎
- 姿三四郎 : 藤田進
- 小夜：轟夕起子
- 檜垣源之助：月形龍之介
- 村井半助：志村喬
- お澄：花井蘭子
- 飯沼恒民：青山杉作
- 三島総監：菅井一郎
- 門馬三郎：小杉義男
- 和尚：高堂国典
- 八田：瀬川路三郎
- 壇義麿：河野秋武
- 戸田雄次郎：清川荘司
- 津崎公平：三田国夫
- 新関虎之助：中村彰
- 根本：坂内永三郎
- 虎吉：山室耕

## スタッフ
- 監督・脚本：黒澤明
- 企画：松崎啓次
- 原作：富田常雄（錦城出版社・版）
- 撮影：三村明
- 美術：戸塚正夫
- 録音：樋口智久
- 照明：大沼正喜
- 音楽：鈴木静一
- 監督助手：杉江敏男
- 編集：後藤敏男
- 現像：東宝現像所

## 製作

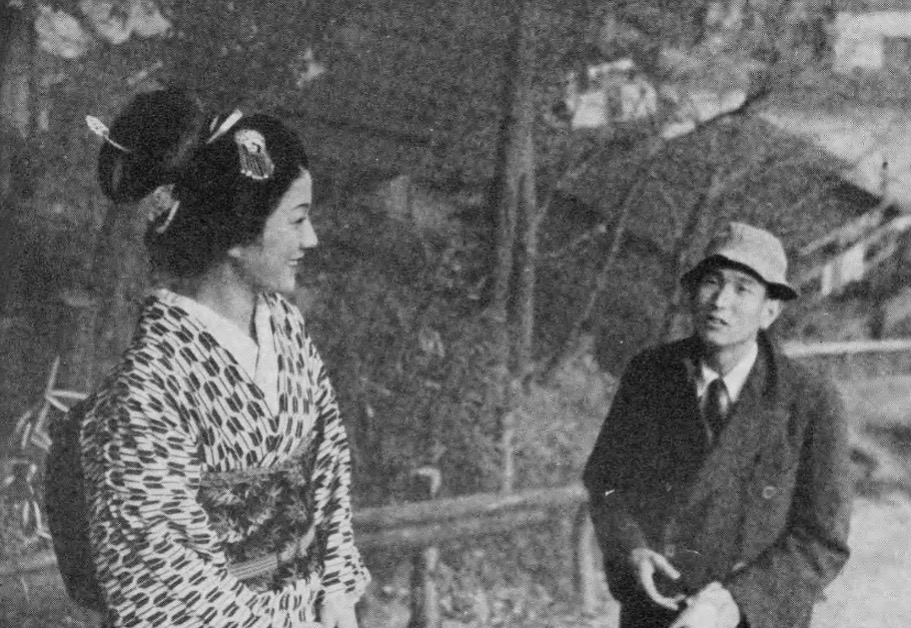
轟夕起子と監督の黒澤明

1942年、東宝の助監督である黒澤明は、自ら脚本を執筆した『達磨寺のドイツ人』『森の千一夜』『サンパギタの花』などを監督処女作として企画するが、戦時下でフィルム供給が制限されたことに加え、内務省の検閲などで実現できず、なかなか監督になれずにいた。同年9月、黒澤は新聞で富田常雄の小説『姿三四郎』の新刊書広告を見かけ、その広告文だけで映画化できると確信し、東宝の企画部長の森田信義に映画化交渉をするように説得した。森田はまだ出版されていない本の映画化権購入を渋ったため、待ちきれない黒澤は渋谷の本屋へ通って本が刊行されるのを見張り、発売されるとすぐに買い求めて一気に読み終え、再度森田を説得して映画化交渉を行わせた。東宝が映画化交渉をした翌日には、大映と松竹も映画化権獲得のため富田家を訪れていたが、富田の妻が映画雑誌で黒澤のことを知っており、有望な新人だと夫を説得したことで、東宝が映画化権を獲得することができた。
同年12月13日、横浜の浅間神社境内でクランクインした。この時撮影したのは、村井半助の娘小夜が父が試合で勝つよう祈願しているところを、矢野正五郎と姿三四郎が見つめるシーンである。その2日後に愛知県半田市でロケを行い、矢野が敵を川に投げ込むシーンが撮影された。川の水温は零度近くあり、敵役の俳優は川に投げられるそばから、体を温めるためホテルへ連れて行かれた。この時に矢野役の大河内傅次郎は、投げ飛ばすときに勢い余って相手もろとも川に転落したことがあった。
1943年2月15日、箱根の仙石原でクライマックスの三四郎と檜垣源之助が右京ヶ原で決闘するシーンが撮影された。このシーンは一面のススキが強風でなびくという設定で、当初はセットでススキの原を作り、大扇風機で風を起こす予定だったが、黒澤はセットの完成度に不満を覚えたため、会社に交渉して3日以内という条件でロケが認められた。そこで強風が吹くことで有名な仙石原で撮影するが、風ひとつ吹かない日が続き、ついに3日目を迎えたときに運良く強風が吹きつけ、思い通りの撮影をすることができた。黒澤は「まさに仙石原の神風」と述べている。
ラストの軽便蒸気機関車のシーンは、中遠鉄道（後の静岡鉄道駿遠線）で撮影された。このシーンでは客車内に黒澤以下スタッフが乗客に扮して出演したが、試写を見た森岩雄重役に「ふざけ過ぎる!」とたしなめられてカットされた。

## 公開と評価
本作は公開前に内務省の検閲を受けた。当時は映画法により、新人監督は検閲官による技能審査を受ける必要があった。この時に検閲官とともに試験官を務めたひとりに田坂具隆と小津安二郎がいた。検閲官は米英的表現があるとして批判したが、小津は「100点満点として『姿三四郎』は120点だ」と称賛し、無事試験を通過することができた。
1943年3月25日に本作が封切られ、新人監督の作品では異例の大宣伝が行われた。興行的に大成功し、この年の興行収入ランキングでは滝沢英輔監督の『伊那の勘太郎』、稲垣浩監督の『無法松の一生』に次ぐ3位の成績を収めた。批評的にも成功し、映画評論が発表した同年度の優秀映画選考で2位に選ばれた。同誌の映画評論家である大塚恭一は「『姿三四郎』は近来にない映画らしい映画である。しばらく忘れていた映画的魅力を甦らせてくれた、その点だけでも、声を大きくしてほむべき作品である」と好評している。公開2日後に第2回国民映画賞の奨励賞を首相官邸で受賞し、12月には優秀な新人監督に贈られる山中貞雄賞を受賞した。
映画監督の深作欣二、熊井啓、篠田正浩、神代辰巳、黒木和雄などは、少年時代に本作を見て大きな刺激を受け、特にアクションシーンの素晴らしさを絶賛した。熊井は「胸のすくような活劇シーンに満ちていて、理屈抜きでおもしろく爽快だった。そして映画とは、なんと人間の心を勇気づけ、かつ和ませるものかと思った」と述べている。大林宣彦は少年の初恋の純情を描いた『さびしんぼう』（1985年）で、黒澤が処女作である本作に取り組む監督の純情を引用しようとしたと述べている。増村保造も旧制高校時代に3回見ており、アクションシーンにおけるモンタージュを高く評価した。
1989年に文藝春秋が発表した「大アンケートによる日本映画ベスト150」で63位、2009年にキネマ旬報が発表した「オールタイム・ベスト映画遺産200 日本映画篇」で106位にランクした。

## 短縮版
本作は公開当時、全長97分の作品として公開された。しかし、公開翌年の1944年3月に再上映した際に、関係者の知らないところで一部がカットされ、79分に短縮された。さらに戦後のGHQの検閲で「民主主義に反する映画」として上映禁止となった。1952年3月に上映禁止を解除されて再公開されたが、戦後の混乱などで短縮部分のネガフィルムが散逸したため、79分の短縮版のまま公開され、冒頭にお詫びの字幕が付けられた。このカットされた部分には、檜垣源之助にまつわるシーンや、三四郎が師の特訓を受けるシーンなどが含まれ、そのほかにもシーンやセリフの脱落箇所がある。
1990年代にロシアのゴスフィルムフォンドに、カットされた部分の一部を含む45分のフィルムが保管されていたことが分かった。これは満州映画協会に保存していたフィルムを、ソ連軍が満州に侵攻した時に持ち帰ったものだとされている。2000年にゴスフィルム所蔵の45分版が里帰りし、翌年に東京国立近代美術館フィルムセンターで上映された。カット部分の12分を追加した全長91分の最長版は、2002年発売のDVDに収録された。

## その他
- アニメ制作会社エイケンでプロデューサーを務めた鷺巣政安は、幼少期に本作品へエキストラとして出演している[25]。